# Hokej na travi na OI 1972.
Olimpijske igre 1972. su se održale u SR Njemačkoj, u Münchenu.

## Momčadi sudionice
Sudjelovalo je 15 reprezentacija: Pakistan, Indija, Australija, Novi Zeland, Nizozemska, Španjolska, Malezija, Poljska, Belgija, Francuska, Argentina, Kenija, Uganda, Meksiko i domaćin SR Njemačka.

### Argentina
Ernesto Barreiros, Fernando Calp, Julio Cufré, Flavio De Giacomo, Gerardo Lorenzo, Héctor Marinoni, Osvaldo Monti, Jorge Piccioli, Daniel Portugués, Alfredo Quacquarini, Horacio Rognoni, Julio Segolini, Alberto Sabbione, Jorge Sabbione, Gabriel Scally, Ovidio Sodor

### Australija
Robert Andrew, Gregory Browning, Richard Charlesworth, Paul Dearing, Brian Glencross, Thomas Golder, Robert Haigh, Wayne Hammond, James Mason, Terry McAskell, Patrick Nilan, Desmond Piper, Graham Reid, Ronald Riley, Donald Smart, Donald Wilson

### Belgija
Charly Bouvy, Jean-Marie Buisset, Philippe Collin, Michel de Saedeleer, Michel Deville, Daniel Dupont, Patrick Gillard, Jean-François Gilles, Marc Legros, Guy Miserque, Jean-Claude Moraux, Raoul Ronsmans, Armand Solie, Eric Stoupel, Jean Toussaint, Carl-Eric Vanderborght, Jean-André Zembsch

### Francuska
Patrick Burtschell, Gilles Capelle, Marc Chapon, Georges Corbel, Francis Coutou, Jean-Luc Darfeuille, Georges Grain, Thierry Hauet, Christian Honneger, Yves Langlois, Olivier Moreau, Eric Pitau, Charles Pous, Marc Remise, Pierre Roussel, Jean-Paul Sauthier, Alain Tétard

### Kenija
Silvester Ashioya, Resham Bains, Taklochan Channa, Brajinder Daved, Davinder Deegan, Philip D'Souza, Leo Fernandes, Jagjit Kular, Ajmal Malik, Amarjeet Marwa, Harvinder Marwa, Surjeet Panesar, Reynold Pereira, Surjit Rihal, Jarmel Rooprai, Ranjit Sehmi, Harvinderpal Sibia, Avtar Sohal

### Indija
Ajitpal Singh, Ashok Kumar, Govinda Billimogaputtaswamy, Cornelius Charles, Harbinder Singh, Harcharan Singh, Harmik Singh, Kulwant Singh, Manuel Frederick, Michael Kindo, Ganesh Mollerapoovayya, Mukhbain Singh, Perumal Krishnamurthy, Virinder Singh

### Malezija
Balasingam Singaram, Francis Belavantheran, Franco Luis d'Cruz, Sewa Harnahal, Bin Zainal Khairuddin, Murugesan Mahendran, Razali Yeop Omar Mohd, Ramalingam Pathmarajah, Phang Poh Meng, Brian Santa Maria, Naganathy Srishanmuganathan, Sulaiman Saibot, Wong Choon Hin, Yang Siow-Ming, Sayed Samat

### Meksiko
Juan Calderón, Victor Contreras, Manuel Fernández, Enrique Filoteo, Noel Gutiérrez, José Huacuja, Oscar Huacuja, José Mascaro, Adán Noriega, Manuel Noriega, José Partida, Francisco Ramírez, David Sevilla, Ruben Vasconcelos, Javier Varela, Héctor Ventura, Orlando Ventura

### Nizozemska
André Bolhuis, Jan Willem Buij, Marinus Dijkerman, Thijs Kaanders, Coen Kranenberg, Ties Kruize, Wouter Leefers, Flip van Lidth de Jeude, Paul Litjens, Irving van Nes, Maarten Sikking, Frans Spits, Nico Spits, Bart Taminiau, Kick Thole, Pieter Weemers, Jeroen Zweerts

### Novi Zeland
Jeff Archibald, Jan Borren, Thur Borren, John Christensen, Greg Dayman, Chris Ineson, Ross McPherson, Barry Maister, Selwyn Maister, Arthur Parkin, Ramesh Patel, Alan Patterson, Kevin Rigby, Edwin Salmon, Warwick Wright

### Pakistan
Iftikhar Ahmed, Riaz Ahmed, Rasool Akhtar, Saeed Anwar, Mudassar Asghar, Jehangir Butt, Islahud Din, Akhtarul Islam, Asad Malik, Abdul Rashid, Fezalur Rehman, Muhammad Shahnaz, Saleem Sherwani, Mohammad Zahid, Munawarux Zaman

### Poljska
Jerzy Choroba, Aleksander Ciążyński, Bolesław Czaiński, Jerzy Czajka, Henryk Grotowski, Stanisław Iskrzyński, Zbigniew Juszczak, Stanisław Kasprzyk, Stanisław Kaźmierczak, Marek Kruś, Zbigniew Łój, Włodzimierz Matuszyński, Stefan Otulakowski, Ryszard Twardowski, Stanisław Wegnerski, Aleksander Wrona, Józef Wybieralski, Witold Ziaja

### SR Njemačka
Wolfgang Baumgart, Horst Dröse, Dieter Freise, Werner Kaessmann, Carsten Keller, Detlef Kittstein, Ulrich Klaes, Michael Krause, Peter Kraus, Michael Peter, Wolfgang Rott, Fritz Schmidt, Rainer Seifert, Wolfgang Strödter, Eckart Suhl, Eduard Thelen, Peter Trump, Ulrich Vos

### Španjolska
José Alustiza, Francisco Amat, Jaime Amat, Juan Amat, Jaime Arbos, Juan Arbos, José Borrell, Jorge Camina, Alberto Carrera, Augustín Churruca, Francisco Fábregas, Jorge Fábregas, Antonio Nogues, Juan Quintana, Ramón Quintana, José Salles, Francisco Segura, Luis Touse

### Uganda
Ajit Singh, Amarjit Sandhu, Avtar Singh, Elly Kitamireke, George Moraes, Herbert Kajumba, Isaac Chirwa, Jagdish Kapoor, Joseph Kagimu, Lajinder Sandhu, Malkit Singh, Matharu Ajaib, Paul Adiga, Poly Pereira, Singh Kuldip, Upkar Kapoor, Willie Lobo

### Uj. Kraljevstvo
Joe Ahmad, Michael Corby, Bernard Cotton, Michael Crowe, Anthony Ekins, Graham Evans, John French, Terry Gregg, Dennis Hay, Chris Langhorne, Peter Marsh, Peter Mills, Richard Oliver, Rui Saldanha, David Austin Savage, Keith Sinclair, Paul Svehlik

## Mjesta odigravanja susreta
Igralo se na hokejaškom igralištu (Hockeyanlage) u Olimpijskom parku u Münchenu.

## Rezultati

### Prvi krug - po skupinama

#### Skupina "A"
| Nadnevak     | Vrijeme | Momčad      |       | Momčad      |
| ------------ | ------- | ----------- | ----- | ----------- |
| 27. kolovoza | 10:30   | SR Njemačka | 5 : 1 | Belgija     |
| 27. kolovoza | 10:30   | Pakistan    | 3 : 0 | Francuska   |
| 27. kolovoza | 13:30   | Malezija    | 3 : 1 | Uganda      |
| 27. kolovoza | 13:30   | Španjolska  | 1 : 1 | Argentina   |
| 28. kolovoza | 15:00   | SR Njemačka | 1 : 0 | Malezija    |
| 28. kolovoza | 15:00   | Belgija     | 1 : 1 | Argentina   |
| 28. kolovoza | 16:30   | Pakistan    | 1 : 1 | Španjolska  |
| 28. kolovoza | 16:30   | Francuska   | 3 : 1 | Uganda      |
| 29. kolovoza | 13:30   | Pakistan    | 3 : 1 | Uganda      |
| 29. kolovoza | 15:00   | Španjolska  | 0 : 0 | Malezija    |
| 29. kolovoza | 15:00   | Belgija     | 1 : 0 | Francuska   |
| 29. kolovoza | 16:30   | SR Njemačka | 2 : 1 | Argentina   |
| 31. kolovoza | 14:00   | Pakistan    | 1 : 2 | SR Njemačka |
| 31. kolovoza | 14:00   | Argentina   | 0 : 0 | Uganda      |
| 31. kolovoza | 15:30   | Španjolska  | 1 : 0 | Belgija     |
| 31. kolovoza | 15:30   | Francuska   | 0 : 1 | Malezija    |
| 1. rujna     | 10:00   | Španjolska  | 3 : 2 | Francuska   |
| 1. rujna     | 10:00   | Pakistan    | 3 : 1 | Argentina   |
| 1. rujna     | 11:30   | SR Njemačka | 1 : 1 | Uganda      |
| 1. rujna     | 11:30   | Belgija     | 2 : 4 | Malezija    |
| 3. rujna     | 10:30   | SR Njemačka | 2 : 1 | Španjolska  |
| 3. rujna     | 10:30   | Pakistan    | 3 : 0 | Malezija    |
| 3. rujna     | 13:00   | Francuska   | 1 : 0 | Argentina   |
| 3. rujna     | 13:00   | Belgija     | 2 : 0 | Uganda      |
| 4. rujna     | 10:00   | Španjolska  | 2 : 2 | Uganda      |
| 4. rujna     | 10:00   | Pakistan    | 3 : 1 | Belgija     |
| 4. rujna     | 11:30   | SR Njemačka | 4 : 0 | Francuska   |
| 4. rujna     | 11:30   | Malezija    | 1 : 0 | Argentina   |

| Mj. | Država      | Ut | Pb | N | Pz | Pos | Pri | RP | Bod |
| --- | ----------- | -- | -- | - | -- | --- | --- | -- | --- |
| 1.  | SR Njemačka | 7  | 6  | 1 | 0  | 17  | 5   | 12 | 13  |
| 2.  | Pakistan    | 7  | 5  | 1 | 1  | 17  | 6   | 11 | 11  |
| 3.  | Malezija    | 7  | 4  | 1 | 2  | 9   | 7   | 2  | 9   |
| 4.  | Španjolska  | 7  | 2  | 4 | 1  | 9   | 8   | 1  | 8   |
| 5.  | Belgija     | 7  | 2  | 1 | 4  | 8   | 14  | -6 | 5   |
| 6.  | Francuska   | 7  | 2  | 0 | 5  | 6   | 13  | -7 | 4   |
| 7.  | Argentina   | 7  | 0  | 3 | 4  | 4   | 9   | -5 | 3   |
| 8.  | Uganda      | 7  | 0  | 3 | 4  | 6   | 14  | -8 | 3   |

#### Skupina "B"
| Nadnevak     | Vrijeme | Momčad          |        | Momčad          |
| ------------ | ------- | --------------- | ------ | --------------- |
| 27. kolovoza | 15:00   | Indija          | 1 : 1  | Nizozemska      |
| 27. kolovoza | 15:00   | Kenija          | 0 : 1  | Poljska         |
| 27. kolovoza | 16:30   | Australija      | 0 : 0  | Novi Zeland     |
| 27. kolovoza | 16:30   | Uj. Kraljevstvo | 6 : 0  | Meksiko         |
| 28. kolovoza | 10:00   | Australija      | 3 : 1  | Kenija          |
| 28. kolovoza | 10:00   | Novi Zeland     | 7 : 0  | Meksiko         |
| 28. kolovoza | 11:30   | Indija          | 5 : 0  | Uj. Kraljevstvo |
| 28. kolovoza | 11:30   | Nizozemska      | 4 : 2  | Poljska         |
| 30. kolovoza | 13:30   | Poljska         | 3 : 0  | Meksiko         |
| 30. kolovoza | 15:00   | Kenija          | 1 : 5  | Nizozemska      |
| 30. kolovoza | 15:00   | Novi Zeland     | 2 : 1  | Uj. Kraljevstvo |
| 30. kolovoza | 16:30   | Australija      | 1 : 3  | Indija          |
| 31. kolovoza | 10:00   | Kenija          | 0 : 2  | Uj. Kraljevstvo |
| 31. kolovoza | 10:00   | Indija          | 2 : 2  | Poljska         |
| 31. kolovoza | 11:30   | Nizozemska      | 2 : 0  | Novi Zeland     |
| 31. kolovoza | 11:30   | Australija      | 10 : 0 | Meksiko         |
| 2. rujna     | 10:00   | Indija          | 3 : 2  | Kenija          |
| 2. rujna     | 10:00   | Novi Zeland     | 3 : 3  | Poljska         |
| 2. rujna     | 11:30   | Australija      | 1 : 1  | Uj. Kraljevstvo |
| 2. rujna     | 11:30   | Nizozemska      | 4 : 0  | Meksiko         |
| 3. rujna     | 14:30   | Nizozemska      | 1 : 3  | Uj. Kraljevstvo |
| 3. rujna     | 14:30   | Australija      | 1 : 0  | Poljska         |
| 3. rujna     | 16:00   | Indija          | 8 : 0  | Meksiko         |
| 3. rujna     | 16:00   | Kenija          | 2 : 2  | Novi Zeland     |
| 4. rujna     | 14:00   | Australija      | 2 : 3  | Nizozemska      |
| 4. rujna     | 14:00   | Kenija          | 2 : 1  | Meksiko         |
| 4. rujna     | 15:30   | Indija          | 3 : 2  | Novi Zeland     |
| 4. rujna     | 15:30   | Uj. Kraljevstvo | 2 : 1  | Poljska         |

| Mj. | Država          | Ut | Pb | N | Pz | Pos | Pri | RP  | Bod |
| --- | --------------- | -- | -- | - | -- | --- | --- | --- | --- |
| 1.  | Indija          | 7  | 5  | 2 | 0  | 25  | 8   | 17  | 12  |
| 2.  | Nizozemska      | 7  | 5  | 1 | 1  | 20  | 9   | 11  | 11  |
| 3.  | Uj. Kraljevstvo | 7  | 4  | 1 | 2  | 15  | 10  | 5   | 9   |
| 4.  | Australija      | 7  | 3  | 2 | 2  | 18  | 8   | 10  | 8   |
| 5.  | Novi Zeland     | 7  | 2  | 3 | 2  | 16  | 11  | 5   | 7   |
| 6.  | Poljska         | 7  | 2  | 2 | 3  | 12  | 12  | 0   | 6   |
| 7.  | Kenija          | 7  | 1  | 1 | 5  | 8   | 17  | -9  | 3   |
| 8.  | Meksiko         | 7  | 0  | 0 | 7  | 1   | 40  | -39 | 0   |

### Susreti za poredak

#### 15. – 16. mjesto
| Nadnevak | Vrijeme | Momčad |       | Momčad  |
| -------- | ------- | ------ | ----- | ------- |
| 7. rujna | 10:00   | Uganda | 4 : 1 | Meksiko |

#### 13. – 14. mjesto
| Nadnevak | Vrijeme | Momčad    |       | Momčad |
| -------- | ------- | --------- | ----- | ------ |
| 7. rujna | 11:30   | Argentina | 0 : 1 | Kenija |

#### 11. – 12. mjesto
| Nadnevak | Vrijeme | Momčad    |       | Momčad  |
| -------- | ------- | --------- | ----- | ------- |
| 8. rujna | 16:00   | Francuska | 4 : 7 | Poljska |

#### 9. – 10. mjesto
| Nadnevak | Vrijeme | Momčad  |       | Momčad      |
| -------- | ------- | ------- | ----- | ----------- |
| 8. rujna | 14:00   | Belgija | 1 : 2 | Novi Zeland |

#### 5. – 8. mjesto
| Nadnevak | Vrijeme | Momčad          |       | Momčad     |
| -------- | ------- | --------------- | ----- | ---------- |
| 7. rujna | 14:00   | Malezija        | 1 : 2 | Australija |
| 7. rujna | 16:00   | Uj. Kraljevstvo | 2 : 0 | Španjolska |

#### 7. – 8. mjesto
| Nadnevak | Vrijeme | Momčad   |       | Momčad     |
| -------- | ------- | -------- | ----- | ---------- |
| 9. rujna | 10:00   | Malezija | 1 : 2 | Španjolska |

#### 5. – 6. mjesto
| Nadnevak | Vrijeme | Momčad     |       | Momčad          |
| -------- | ------- | ---------- | ----- | --------------- |
| 9. rujna | 11:30   | Australija | 2 : 1 | Uj. Kraljevstvo |

### Poluzavršnica
| Nadnevak | Vrijeme | Momčad      |       | Momčad     |
| -------- | ------- | ----------- | ----- | ---------- |
| 8. rujna | 10:00   | SR Njemačka | 3 : 0 | Nizozemska |
| 8. rujna | 11:30   | Pakistan    | 2 : 0 | Indija     |

### Za brončano odličje
| Nadnevak  | Vrijeme | Momčad     |       | Momčad |
| --------- | ------- | ---------- | ----- | ------ |
| 10. rujna | 10:00   | Nizozemska | 1 : 2 | Indija |

### Završnica
| Nadnevak  | Vrijeme | Momčad      |       | Momčad   |
| --------- | ------- | ----------- | ----- | -------- |
| 10. rujna | 12:00   | SR Njemačka | 1 : 0 | Pakistan |

Pobijedila je momčad SR Njemačke.

## Završni poredak
| Momčadi |                        |
| Zlato   | SR Njemačka            |
| Srebro  | Pakistan               |
| Bronca  | Indija                 |
| 4.      | Nizozemska             |
| 5.      | Australija             |
| 6.      | Ujedinjeno Kraljevstvo |
| 7.      | Španjolska             |
| 8.      | Malezija               |
| 9.      | Novi Zeland            |
| 10.     | Belgija                |
| 11.     | Poljska                |
| 12.     | Francuska              |
| 13.     | Kenija                 |
| 14.     | Argentina              |
| 16.     | Uganda                 |
| 16.     | Meksiko                |

| Olimpijski prvaci 1972. |
| ----------------------- |
| SR Njemačka Prvi naslov |